# Viskwartet
Viskwartet is een hoorspelserie van Wolfgang Kohlhaase en Rita Zimmer. Fisch zu viert werd vanaf 25 augustus 1968 door de Rundfunk der DDR uitgezonden. Piet Masthoff vertaalde ze en de KRO zond ze uit vanaf vrijdag 8 april 1983. De regisseur was Louis Houët.

## Delen
- Deel 1 (duur: 27 minuten)
- Deel 2 (duur: 26 minuten)
- Deel 3 (duur: 25 minuten)

## Rolbezetting
- Eva Janssen (Charlotte Heckendorf)
- Marjan Berk (Cecilia Heckendorf)
- Manon Alving (Clementine Heckendorf)
- Jaap Maarleveld (Rudolf Mossdenger)

## Inhoud
1830, bij Neuruppin: Rudolf Moosdenger is sinds 30 jaar knecht bij drie dikke, rijke, ongehuwde zusters. Ze erfden een brouwerij en hebben veel eigendunk maar weinig verstand. Rudolf, een Pruisische onderdaan met een knechtenziel, bedient de dames niet enkel overdag en verzorgt huis en tuin op z’n eentje, hij heeft ze ook alle drie - zonder dat ze dat van elkaar wisten - ‘s nachts verzorgd. Daarvoor werd hem beloofd, dat hij van elk iets zou erven. Na 30 jaar zwoegen voelt Rudolf zich uitgeput. Hij zou met pensioen willen gaan en een jeugddroom realiseren: een echte wereldreis maken. Daarvoor heeft hij het beloofde geld nodig, maar elk van de hebzuchtige zusters houdt hem aan ‘t lijntje of weigert het hem gewoon. Hebzucht en list, aanslag en tegenaanslag drijven het verhaal tot zijn bitter-komisch einde…